# チャールズ・H・シニア
チャールズ・ハーシュ・シニア（Charles Hirsch Schneer, 1920年5月5日 - 2009年1月21日）は、アメリカ合衆国の映画プロデューサー。日本では、チャールズ・H・シュニアと表記することがある。ストップモーション・アニメーションの専門家として有名なレイ・ハリーハウゼンとコンビを組んで映画製作に携わってきたことで最も知られている。

## 主なプロデュース作品
- 『水爆と深海の怪物』 - It Came from Beneath the Sea （1955年）
- 『世紀の謎 空飛ぶ円盤地球を襲撃す』 - Earth vs. the Flying Saucers （1956年）
- 『地球へ2千万マイル』 - 20 Million Miles to Earth （1957年）
- 『勝利への潜航』（en） - Hellcats of the Navy （1957年）
- 『タラワ肉弾特攻隊』（en） - Tarawa Beachhead （1958年）
- 『シンバッド七回目の航海』 - The 7th Voyage of Sinbad （1958年）
- 『決戦珊瑚海』（en） - Battle of the Coral Sea （1959年）
- 『ガリバーの大冒険』（en） - The 3 Worlds of Gulliver （1960年）
- 『SF巨大生物の島』 - Mysterious Island （1961年）
- 『アルゴ探検隊の大冒険』 - Jason and the Argonauts （1963年）
- 『H.G.ウェルズのSF月世界探検』（en） - First Men in the Moon （1964年）
- 『心を繋ぐ6ペンス』 - Half a Sixpence （1967年）
- 『恐竜グワンジ』 - The Valley of Gwangi （1969年）
- 『シンドバッド黄金の航海』 - The Golden Voyage of Sinbad （1974年）
- 『シンドバッド虎の目大冒険』 - Sinbad and the Eye of the Tiger （1977年）
- 『タイタンの戦い』 - Clash of the Titans （1981年）